# Andrea Temesvári
Andrea Temesvári (Budapest, 26 de abril de 1966) es una tenista profesional húngara retirada de la actividad.

## Carrera
Temesvári se unió al WTA Tour en 1981. Alcanzó la posición número 7 del mundo en 1983. Después de varias lesiones, regresó después de abandonar el Top. 25 por primera vez desde 1983 en 1986. En el Abierto de Francia de 1986 ganó el título de dobles femenino con Martina Navratilova.
Regresó a la gira a principios de 1989 después de un retiro de 20 meses debido a lesiones en el tobillo y el hombro. Tuvo dos operaciones en el tobillo en marzo y septiembre de 1987 y luego una cirugía artroscópica en el hombro derecho en abril de 1988. Jugó para el equipo húngaro de la Fed Cup de 1983 a 1986, de 1989 a 1990 y en 1992. Durante su carrera ganó un total de cinco títulos individuales y siete títulos en dobles.

## Finales de WTA

### Singles (5-2)
| Winner — Leyenda                  |
| --------------------------------- |
| Torneos de Grand Slam (0–0)       |
| Torneos de WTA (0–0)              |
| Tier I (0–0)                      |
| Tier II (0–0)                     |
| Tier III (0–0)                    |
| Tier IV (0–1)                     |
| Tier V (0–0)                      |
| Virginia Slims, Avon, Otros (5–1) |

| Títulos por superficie |
| ---------------------- |
| Dura (1–1)             |
| Césped (0–0)           |
| Arcilla (4–1)          |
| Alfombra (0–0)         |

## Rendimiento en torneos de Grand Slam
| Torneo                    | 1981  | 1982  | 1983  | 1984  | 1985  | 1986  | 1987  | 1988  | 1989  | 1990  | 1991  | 1992  | 1993  | 1994  | 1995  | 1996  | 1997  | Carrera |
| ------------------------- | ----- | ----- | ----- | ----- | ----- | ----- | ----- | ----- | ----- | ----- | ----- | ----- | ----- | ----- | ----- | ----- | ----- | ------- |
| Abierto de Australia      | A     | A     | A     | 3R    | A     | NH    | A     | A     | 3R    | 2R    | A     | A     | 2R    | A     | A     | 1R    | A     | 0 / 5   |
| Abierto de Francia        | 1R    | 3R    | 4R    | 2R    | 1R    | 2R    | A     | A     | 2R    | 3R    | 2R    | A     | 1R    | A     | 1R    | 2R    | A     | 0 / 12  |
| Torneo de Wimbledon       | A     | 3R    | 3R    | 4R    | 2R    | A     | A     | A     | 1R    | 1R    | 1R    | A     | 1R    | A     | 2R    | A     | A     | 0 / 9   |
| Abierto de Estados Unidos | A     | 3R    | 3R    | 3R    | 2R    | 2R    | A     | A     | 3R    | 1R    | 1R    | 1R    | A     | 1R    | 1R    | A     | A     | 0 / 11  |
| SR                        | 0 / 1 | 0 / 3 | 0 / 3 | 0 / 4 | 0 / 3 | 0 / 2 | 0 / 0 | 0 / 0 | 0 / 4 | 0 / 4 | 0 / 3 | 0 / 1 | 0 / 3 | 0 / 1 | 0 / 3 | 0 / 2 | 0 / 0 | 0 / 37  |
| Posición fin de año       | 146   | 33    | 11    | 14    | 16    | 43    | NR    | NR    | 43    | 116   | 157   | 71    | 153   | 132   | 90    | 181   | 942   |         |